# Gaobazhou (köpinghuvudort i Kina, Hubei Sheng, lat 30,44, long 111,42)
Gaobazhou (kinesiska: 高坝洲, Gaobazhou Zhen) är en köpinghuvudort i Kina. Den ligger i provinsen Hubei, i den centrala delen av landet, omkring 270 kilometer väster om provinshuvudstaden Wuhan. Antalet invånare är 25 860. Befolkningen består av 12 916 kvinnor och 12 944 män. Barn under 15 år utgör 10,0 %, vuxna 15-64 år 75 %, och äldre över 65 år 14,0 %.
Runt Gaobazhou är det tätbefolkat, med 266 invånare per kvadratkilometer. Närmaste större samhälle är Zhicheng, 17,8 km sydost om Gaobazhou. Trakten runt Gaobazhou består till största delen av jordbruksmark.
Genomsnittlig årsnederbörd är 1 411 millimeter. Den regnigaste månaden är maj, med i genomsnitt 211 mm nederbörd, och den torraste är december, med 16 mm nederbörd.